# 이영 (1947년)
이영(李英, 1947년 5월 15일, 경상남도 거제시 ~ )은 대한민국의 제2대 부산광역시의원이다.

## 학력
- 1963.03 ~ 1966.02 부산남고등학교 졸업
- 1968.03 ~ 1975.02 부산대학교 정치외교학과 학사 졸업

## 경력
- 1991.07 ~ 1995.06 제1대 부산직할시의회 의원
- 1991.07 ~ 1993.07 제1대 부산직할시의회 전반기 운영위원회 위원
- 1991.07 ~ 1993.07 제1대 부산직할시의회 전반기 교통도시위원회 위원
- 1991.07 ~ 1993.07 제1대 부산직할시의회 전반기 예산결산특별위원회 위원
- 1992.08 ~ 1992.12 제1대 부산직할시의회 조례정비특별위원회 위원
- 1993.07 ~ 1995.06 제1대 부산직할시의회 후반기 도시주택위원회 위원
- 1993.07 ~ 1995.06 제1대 부산직할시의회 후반기 운영위원회 위원
- 1993.07 ~ 1995.06 제1대 부산직할시의회 후반기 예산결산특별위원회 위원
- 1993.09 ~ 2003.02 부산아시안게임조직위원회 부위원장
- 1993.09 ~ 2003.02 부산아시안게임조직위원회 집행위원
- 1994.01 ~ 1994.01 제1대 부산직할시의회 낙동강수질조사특별위원회 위원
- 1995.07 ~ 1996.01 제2대 부산광역시의회 의원
- 1995.07 ~ 1996.01 제2대 부산광역시의회 전반기 도시항만주택위원회 위원
- 1995.07 ~ 1996.01 제2대 부산광역시의회 전반기 기획재경위원회 위원
- 1995.11 ~ 1995.11 제2대 부산광역시의회 도시항만주택위원회 행정사무감사 위원
- 1998.07 ~ 2002.06 제3대 부산광역시의회 의원
- 1998.07 ~ 2000.07 제3대 부산광역시의회 전반기 운영위원회 위원
- 1998.07 ~ 2000.07 제3대 부산광역시의회 전반기 보사문화환경위원회 위원
- 1998.11 ~ 1998.11 제3대 부산광역시의회 보사문화환경위원회 행정사무감사 위원
- 1999.11 ~ 1999.11 제3대 부산광역시의회 보사문화환경위원회 행정사무감사 위원
- 2000.07 ~ 2002.06 제3대 부산광역시의회 후반기 기획재경위원회 위원
- 2000.11 ~ 2000.11 제3대 부산광역시의회 기획재경위원회 행정사무감사 위원
- 2001.11 ~ 2001.11 제3대 부산광역시의회 기획재경위원회 행정사무감사 위원
- 2002.07 ~ 2004.02 제4대 부산광역시의회 의원
- 2002.07 ~ 2004.02 제4대 부산광역시의회 전반기 의장
- 2003.03 ~ 2004.06 전국시도의회의장협의회 지방분권특별위원회 위원장
- 2004.07 ~ 2005.06 열린우리당 APEC정상회의 지원특별위원회 위원장
- 2005.06 ~ 2009.03 부산상공회의소 상근부회장
- 부산상공산업단지개발 대표이사
- 남해안시대포럼 상임의장
- 2017.03.27 더불어민주당 입당
- 2017.09 ~ 2019.09 제18기 민주평화통일자문회의 부산지역회의 부의장

## 역대 선거 결과
|  | 45.9% |

|  | 0% |

|  | 13.06% |

|  | 77.72% |

|  | 84.78% |

|  | 15.79% |